# Ave Maria – En Plein Air
Ave Maria – En Plein Air es el primer álbum clásico, y el quinto de estudio, lanzado por la soprano finlandesa Tarja Turunen.
El 22 de julio de 2015, earMUSIC lanzó un video anunciando la existencia del álbum, seguido de un tráiler el 6 de agosto. El video musical fue lanzado hasta el 13 de agosto de ese año, con Tarja cantando la no tan conocida "Ave Maria" de Paolo Tosti. El álbum fue grabado en su totalidad en iglesia luterana Lakeuden Risti en Seinäjoki, Finlandia.

## Trasfondo
En una entrevista con Winter Storm Eslovaquia, Tarja habló un poco sobre las sesiones de grabación:
"Todos los músicos tocaron las canciones conmigo sin audiencia", y también dijo: "Nada ha sido editado ni se han utilizado trucos de estudio"; y concluyó con: "Así que lo que escuchas en el disco, es puramente como sonaron las canciones en Lakeuden Risti durante la sesión de grabación ".
También declaró que este era un álbum muy importante para ella, ya que "representa su larga trayectoria en música clásica y su conocimiento como cantante lírica".

## Lista de canciones
| Ave Maria - En Plein Air |             |                           |          |  |
| N.º                      | Título      | Escritor(es)              | Duración |  |
| 1.                       | «Ave Maria» | Paolo Tosti               | 3:51     |  |
| 2.                       | «Ave Maria» | Axel von Kothen           | 3:00     |  |
| 3.                       | «Ave Maria» | David Popper              | 3:45     |  |
| 4.                       | «Ave Maria» | Camille Saint-Saëns       | 4:27     |  |
| 5.                       | «Ave Maria» | Astor Piazzolla           | 5:13     |  |
| 6.                       | «Ave María» | J.S.Bach / Charles Gounod | 2:46     |  |
| 7.                       | «Ave Maria» | Pietro Mascagni           | 3:29     |  |
| 8.                       | «Ave Maria» | Ferenc Farkas             | 2:16     |  |
| 9.                       | «Ave Maria» | Vladímir Vavílov          | 4:12     |  |
| 10.                      | «Ave Maria» | Michael Hoppé             | 3:21     |  |
| 11.                      | «Ave Maria» | Charles-Marie Widor       | 3:28     |  |
| 12.                      | «Ave Maria» | Tarja Turunen             | 5:11     |  |

| iTunes Bonus Track |                                            |              |          |  |
| N.º                | Título                                     | Escritor(es) | Duración |  |
| 13.                | «Ave Maria Stella (i.e. Ave Maris Stella)» | Edvard Grieg | 2:47     |  |

## Músicos
- Tarja Turunen - Voz
- Kalevi Kiviniemi - Órgano[4]
- Marius Järvi - Chelo[2]
- Kirsi Kiviharju - Arpa[2]

## Posicionamiento
| Listas (2015)                       | Posición |
| ----------------------------------- | -------- |
| Bélgica (Ultratop flamenca)         | 165      |
| Bélgica (Ultratop valona)           | 159      |
| Finlandia (Suomen Virallinen Lista) | 31       |